# Quest Pistols Show
Pour les articles homonymes, voir Quest et Pistols.
Quest Pistols Show, anciennement Quest Pistols, est un groupe de pop ukrainien, originaire de Kiev.

## Biographie
Les membres débutent au sein de la troupe de ballet Quest. Ils donnent leur premier spectacle le 1er avril 2007. Isolda Tchetkha écrit presque tous les textes du groupe, parfois secondé par le jeune musicien Nikolaï Voronov, auteur par exemple du titre Белая стрекоза любви (« La Libellule blanche de l'amour »). La chanson Я устал (« Je suis fatigué ») est une reprise du titre Long and Lonesome Road du groupe néerlandais Shocking Blue, publié en 1969.
Le groupe participe en 2011 au « Prix Muz-TV », dans les catégories « Meilleur groupe pop » et « duo », mais repart bredouille, tout comme en 2010.
Daniel Matseychuk devient membre de Quest Pistols en août 2011. En septembre, Konstantin Borovsky quitte le groupe pour se consacrer à l'image et au développement de sites web.
Le 1er octobre 2011 Quest Pistols remporte la récompense du « Concours russe de la musique », dans la catégorie « Création de l'année », sur la chaîne RU.TV[réf. souhaitée].
Quest Pistols fait une apparition en 2011 dans le film Свадьба по обмену (« Échange de mariages »)) dans lequel il interprète Белая стрекоза любви (« La Libellule blanche de l'amour »).
En 2014, le groupe décide de changer de nom pour devenir Quest Pistols Show. En janvier 2016, Anton Savlepov et Nikita Goruk qui ont quitté Quest Pistols rejoignent Konstantin Borovsky pour former un nouveau groupe appelé Агонь (litt. « Le Feu »).

## Discographie

### Singles
- Я твой наркотик (« Je suis ta drogue ») (2010)
- Революция (« La Révolution ») (2010)
- Ты так красива (« Tu es si belle ») (2011)
- Жаркие танцы (« Danse chaude ») (2011)
- Ты похудела (« Tu as maigri ») (2011)
- Разные (« Différents ») (2012)
- Медведица (« La Grande Ourse ») (avec le groupe A'STUDIO) (2012)
- Танго (« Tango ») (2012)
- Walk Away (« Va-t'en ») (2012)
- Привет (« Bonjour ») (2012)